# NGC 1041
NGC 1041 est une galaxie lenticulaire située dans la constellation de la Baleine. NGC 1041 a été découverte par l'astronome français Édouard Stephan en 1881.

## Caractéristiques
Sa vitesse par rapport au fond diffus cosmologique est de 6 861 ± 31 km/s, ce qui correspond à une distance de Hubble de 101,2 ± 7,1 Mpc (∼330 millions d'al).
À ce jour, une mesure non basée sur le décalage vers le rouge (redshift) donne une distance d'environ 76,500 Mpc (∼250 millions d'al). Cette valeur est loin à l'extérieur mais compatible avec les valeurs de la distance de Hubble. Notons cependant que c'est avec la valeur moyenne des mesures indépendantes, lorsqu'elles existent, que la base de données NASA/IPAC calcule le diamètre d'une galaxie et qu'en conséquence le diamètre de NGC 1041 pourrait être d'environ 48,5 kpc (∼158 000 al) si on utilisait la distance de Hubble pour le calculer.
En raison d'une brillance de surface égale à 14,16 mag/am2, on peut qualifier NGC 1041 de galaxie à faible brillance de surface (LSB en anglais pour low surface brightness). Les galaxies LSB sont des galaxies diffuses (D) avec une brillance de surface inférieure de moins d'une magnitude à celle du ciel nocturne ambiant.